# 乔治·木扎伦
乔治·木扎伦（羅馬化：Geōrgios Mouzalōn; 约1220年—1258年8月25日） 是尼西亚帝国皇帝狄奥多尔二世在位时期的政府官员。
虽然乔治出身寒门，但他从小便和狄奥多尔结识。狄奥多尔即位后册封他高职，引起了贵族不满。因为他们此前垄断了所有高职，能够随意反对皇帝的政策。狄奥多尔二世驾崩后，由于新皇约翰四世年幼，乔治便代为摄政。几天后，米海尔·巴列奥略联合贵族派兵刺杀乔治。

## 生平

### 早年生活及狄奥多尔二世统治
木扎伦家族最早在11世纪被记录。然而该家族直到13世纪中期，除了在1147年至1151年担任君士坦丁堡普世牧首的尼各老四世外，并没有著名成员。大约在1220年，乔治·木扎伦出生在阿德拉米狄翁。他虽然出身寒门，但从小便和兄弟们一起在狄奥多尔的身边担任侍从，之后他们从主仆关系升级成友谊关系。据推测乔治和他的兄弟可能和狄奥多尔一起拜师尼基弗鲁斯·乌拉米泽。乔治至少还有两位姐妹，其中一位后来嫁进哈吉奥塞奥多里家族。

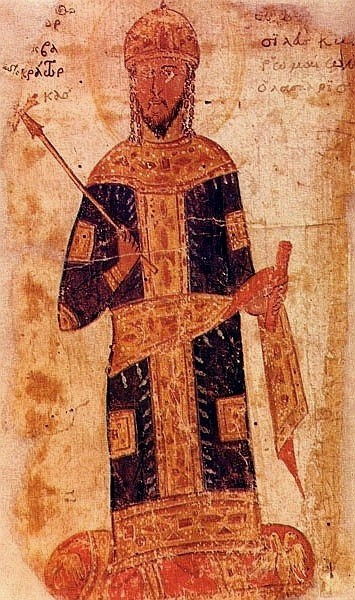
乔治·木扎伦的好友皇帝狄奥多尔二世肖像。

1254年11月，狄奥多尔称帝后，大力提拔木扎伦家族。乔治被任命为Grand domestic，乔治的两个兄弟安德洛尼卡和塞奥多利也被任命为protovestiarios和首席猎人。根据史官记载，狄奥多尔二世特别宠爱乔治，甚至在一些信中称呼乔治为“儿子”和“兄弟”。乔治虽然极少管理国政，但深受老臣信赖。在讨论先帝约翰三世驾崩后，如何避免保加利亚第二帝国入侵马其顿地区时乔治附和多数人，认为狄奥多尔二世应御架亲征主动出击。1255年，乔治在狄奥多尔二世御架亲征期间担任摄政。狄奥多尔二世回国后，册封乔治为Protosebastos和protovestiarios并为他设立新的头衔megas stratopedarches。他的兄弟安德洛尼卡则接替乔治成为Grand domestic。这被认为是巨大的荣誉，因为此前“ protosebastos ”只被授给皇族，至于megas domestikos也一直由贵族担任。protovestiarios则由皇族和贵族担任。
提拔木扎伦家族不仅仅是因为私人感情，也符合狄奥多尔二世制衡贵族的目的。任命新人行为以及对贵族严厉的态度，惹恼了贵族势力，尤其是雄心勃勃的米海尔·巴列奥略。狄奥多尔二世之后将米海尔侄女狄奥多拉·罗兰纳许配给乔治，又将前protovestiarios阿历克塞·拉乌尔女儿许配给安德洛尼卡。这一系列许配行为，让皇帝和贵族的予盾进一步加深。乔治死后，狄奥多拉改嫁约翰·拉乌尔·佩特拉利法斯。由于反对其叔叔的教会合并政策，她成为了一名修女。米海尔驾崩后，她重建了圣安德烈堂修道院，并将己故君士坦丁堡普世牧首阿尔塞尼乌斯·奥托里安的遗物转移此地。

### 摄政及身亡

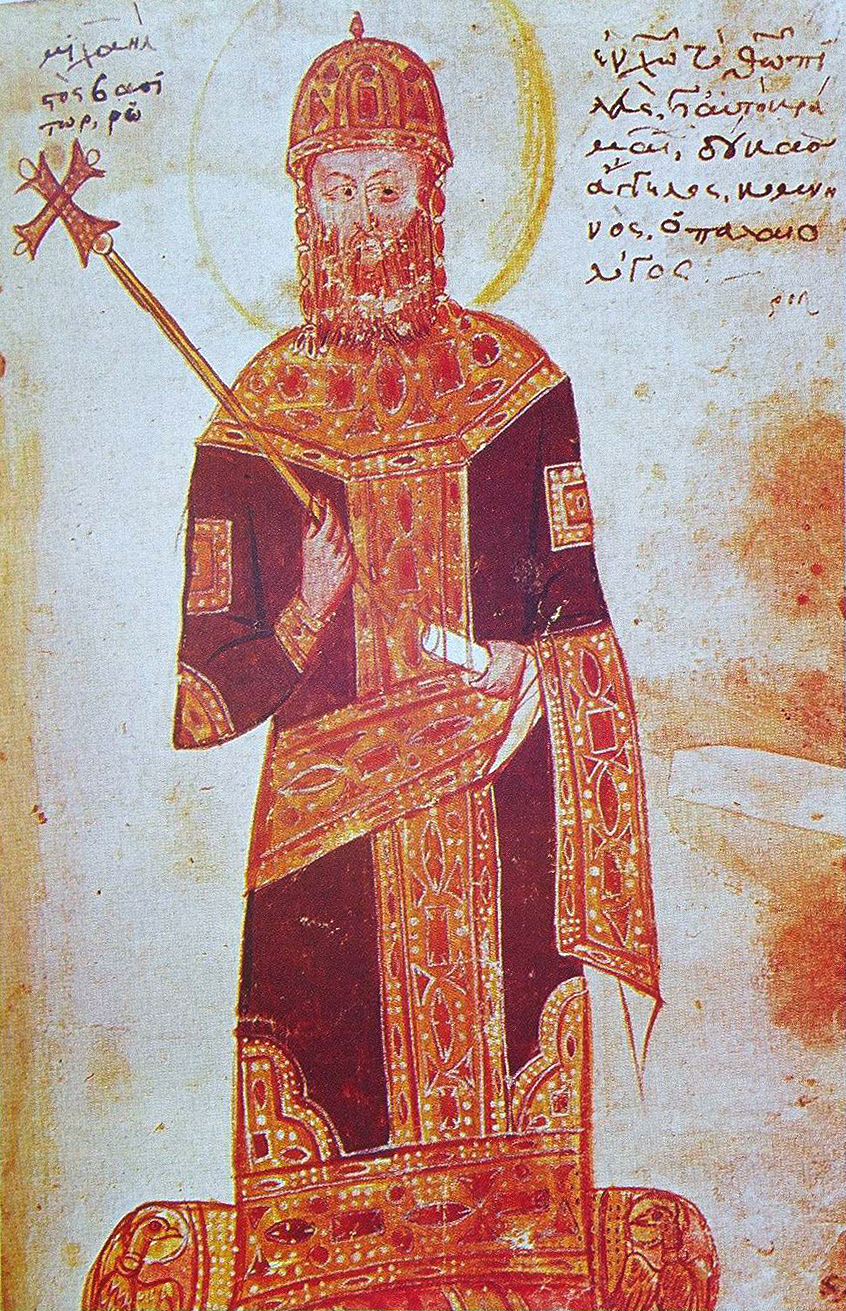
杀死乔治的主谋米海尔·巴列奥略肖像。

1258年8月16日，狄奥多尔二世驾崩，临终前他任命乔治·木扎伦为约翰四世的摄政。后世的历史学家尼基弗鲁斯·格雷戈拉斯和马卡里奥斯·梅利塞诺斯认为君士坦丁堡普世牧首阿尔塞尼乌斯·奥托里安也拥有摄政权，但同时代的历史学家乔治·帕奇梅雷斯和乔治·阿可罗波里提只记录了乔治为摄政。贵族们纷纷不满乔治成为摄政，导致乔治的地位岌岌可危。乔治也因狄奥多尔二世对教会的专横态度，导致他在神职人员中也不受欢迎，民众也担心他会谋权篡位。然而，他面临的首要问题是来自军队的敌意，尤其是被剥夺津贴和军费的拉丁人雇佣兵。他们还对狄奥多尔二世组建一支全都由拜占庭罗马人组成的军队想法感到不满，而帕奇梅雷斯记录道乔治上任后仍打算实施此计划。巴列奥略家族以马厩总管身份拥有拉丁人指挥权，使其能够利用他们不满情绪发动政变。
狄奥多尔二世为了防止有人违反遗诏中约翰四世继承权和摄政的内容，在临终前要求元老院、军队、人民和神职人员宣誓服从。狄奥多尔二世驾崩后，乔治意识到自己缺乏支持，于是立即召集了贵族、官员和军事指挥官召开会议。他在会上同意辞职，并再开会选出新摄政，但以米海尔·巴列奥略为首的政要为了说服他留任，甚至同意向他和小皇帝宣誓效忠。 实际上米海尔已经联合各个贵族密谋除掉乔治。
狄奥多尔二世驾崩几天后，马格尼西亚的索桑德拉修道院为先帝举办了一场追悼会。该修道院由约翰三世创建，是狄奥多尔二世和约翰三世的安葬地。皇宫成员皆出席了此次追悼会，军队则驻守在修道院下方的平原上。乔治·木扎伦和兄弟及随从赶到后，追悼会便开始。然而修道院外早已聚集了许多士兵，其中以拉丁人雇佣兵居多，他们要求觐见小皇帝。约翰四世随即走到外头，举手示意他们安静。士兵们误当成造反信号，和一大群暴徒冲进教堂，试图刺杀木扎伦兄弟。乔治得知后派了秘书狄奥菲拉克特前去察看。叛军误将狄奥菲拉克特认成乔治，将他杀死。不久后，叛军意识到杀错人，便再次冲入修道院。
木扎伦兄弟趁着修道院内混乱躲了起来。乔治躲在祭坛下，安德洛尼卡躲在门后，塞奥多利则躲在皇陵附近。不死心的叛军在院内继续搜索。在此过程中，乔治被一名士兵发现，并拖了出来。虽然乔治表示愿意提供金钱，但还是遭到杀害。据悉他的尸体遭到叛军反复砍刺，最后乔治的遗体不得不以碎片方式装进袋子里埋葬。之后，安德洛尼卡和他的连襟也被搜出杀害。至于塞奥多利则下落不明，部分历史学家认为塞奥多利可能在这场政变中幸存下来，并在日后的米海尔八世和安德洛尼卡二世时期担任首席大臣。随后，木扎伦家族住宅也遭到了暴徒劫掠。乔治的妻子狄奥多拉曾向她的叔叔米海尔恳求饶他侄女婿一命，但被警告不要吵闹，否则让她和乔治团聚。刺杀木扎伦兄弟凶手事后未遭到追究，证明了米海尔是这场政变主谋。杀死乔治的士兵之后也和米海尔成为好友。
政变结束后，狄奥多尔二世为了抗衡贵族任命的新人也遭到了清算。例如Protostrator约翰·安格洛斯和protovestiaritesKaryanites，约翰是在米海尔召见他后，于路途中去世，而Karyanites被囚禁起来。在塞奥多利二世任命的新人中，只有在伊庇鲁斯专制国当战俘的乔治·阿克罗波利特斯幸免于难，并在日后为米海尔工作。

## 注脚
1. 1 2 3  ODB，"Mouzalon" (A. Kazhdan), pp. 1420–1421.
2. ↑  Makripoulias 2005，Chapter 1.
3. ↑  Macrides 2007，第294, 343頁.
4. 1 2 3 4  ODB，"Mouzalon, George" (M. J. Angold), p. 1421.
5. 1 2  Makripoulias 2005，Chapter 2.
6. 1 2 3  Makripoulias 2005，Chapter 3.1.
7. ↑  Macrides 2007，第50, 299頁.
8. ↑  Geanakoplos 1959，第27, 34頁.
9. ↑  Macrides 2007，第297–300頁.
10. ↑  ODB，"Mouzalon, George" (M. J. Angold), p. 1421; "Theodore II Laskaris" (M. J. Angold), pp. 2040–2041.
11. ↑  Geanakoplos 1959，第34–35頁.
12. 1 2  Makripoulias 2005，Chapter 3.2.
13. ↑  Macrides 2007，第25–27, 380頁.
14. ↑  Makripoulias 2005，Chapter 2 and Chapter 3.2.
15. ↑  ODB，"Raoulaina, Theodora" (A.-M. Talbot), p. 1772.
16. ↑  Geanakoplos 1959，第33 (note 3)頁.
17. ↑  Geanakoplos 1959，第33–34頁.
18. ↑  Nicol 1993，第29頁.
19. ↑  Geanakoplos 1959，第35–36, 38頁.
20. ↑  Macrides 2007，第299–300, 340頁.
21. ↑  Macrides 2007，第339–340頁.
22. 1 2 3 4 5  Makripoulias 2005，Chapter 3.3.
23. ↑  Geanakoplos 1959，第36–38頁.
24. ↑  Nicol 1993，第30–31頁.
25. ↑  Macrides 2007，第338–341頁.
26. ↑  Geanakoplos 1959，第39頁.
27. ↑  Geanakoplos 1959，第39–40頁.
28. ↑  Geanakoplos 1959，第40頁.
29. ↑  Macrides 2007，第339頁.
30. ↑  Geanakoplos 1959，第38, 40–41頁.
31. ↑  Macrides 2007，第26, 346–347頁.